# 谅江府
谅江府，是明代交阯承宣布政使司下轄的一個府，明永樂五年六月癸未（1407年7月5日）置谅江府。治所在清远县（今越南北部北江省北江市）。辖境相当今越南北江省部分地。宣德二年（1427年）以后地入安南后黎朝。
領三州，直辖清远县、古勇县、凤山县、那岸县、陆那县，谅江州下辖清安县、安宁县、古陇县、保禄县，南策州下辖青林县、至灵县、平河县，上洪州下辖唐濠县、唐安县、多锦县。

明代交阯承宣布政使司

## 沿革
- 明永樂五年六月癸未（1407年7月5日）置谅江府，領州三縣十五。
- 永樂六年（1408年）十月，废除清安县、青林县、唐濠县，領州三縣十二。
- 永樂十三年八月二十二日丙戌（1415年9月24日），南策州和下辖至灵县、平河县归属新安府，領州二縣十。
- 永樂十三年八月二十三日丁亥（1415年9月25日），废除古勇县，領州二縣九。
- 永樂十七年九月十三日乙卯（1419年10月2日），废除凤山县、那岸县、清远县、安宁县、古陇县、保禄县、唐安县、多锦县，領州二縣一。
- 宣德二年（1427年）十一月，明军撤退，废除谅江府。